# 小松政夫
小松 政夫（こまつ まさお、本名：松崎 雅臣（まつざき まさおみ）、1942年〈昭和17年〉1月10日 - 2020年〈令和2年〉12月7日）は、日本のコメディアン、タレント、俳優、声優。社団法人日本喜劇人協会会長（第10代）。福岡県福岡市瓦町（現：博多区上川端町）出身。
愛称は「親分さん」「小松の親分（自らのコントから）」「小松与太八左エ門」。所属事務所は有限会社ドン・タック。プロデューサーハウスあ・うんとスケジュール窓口で業務提携。

## 来歴・人物

### 生い立ち
7人兄妹の5番目として、櫛田神社の前および鐘紡福岡工場の近くで育つ（博多の総鎮守である櫛田神社の前が自宅であることを福岡県福岡市博多区にいる仲間たちにも自慢していたことがあった）。子供の頃から「がまの油売り」「バナナの叩き売り」といった香具師の口上を覚えては、友達の前で披露していた。
実父は地元の実業家で名士だったが、小松が13歳の時に病死し、以後家族は貧窮を極めた。この頃、小松は自宅前の焼け跡で行われていた露天商の口上をよく見聞しており、サクラがいるのを知っていたという。それらが自然と身に付き、学生時代から現在に至るまでの小松の明るさや笑いのセンスは作られた。
福岡県立福岡高等学校定時制課程普通科中退。高校時代の小松は陽気で努力家だったという。この頃は、亡父が懇意にしていた菓子店・石村萬盛堂で働くなどして生計を支える。RKB毎日放送の劇団に所属後、1961年に俳優を目指し、一番年上の兄を頼って神奈川県横浜市に移る。2つか3つの劇団を受験し、俳優座も受けて合格したが入学金4,000円など月謝が高かったことで諦める。
その後花屋、印章店、薬のセールスマン、横浜市中央卸売市場本場のマグロ店などさまざまなアルバイトを経験した後、コピー機の会社勤務を経て、横浜トヨペットのセールスマンになる。セールスマン時代、週刊誌の小さな枠（三行広告）に載っていた植木等の付き人募集の公募の広告を見てこれに応募して、約600人の応募者の中から選ばれ、1964年1月より正式に植木の付き人兼運転手となり、その後、元々役者志望だったことを知った植木やクレージーキャッツのメンバーの助けもあって 芸能界入りした。
芸能界入りする前にはさまざまな営業職を転々としたが、自動車セールスマンの職は他業種から引き抜かれて就職したものだった。自動車セールスマン時代の小松はセールストークに長けていたようで、教習所と交渉し、受講者に免許を5日で取得させる手筈まで整えて、免許を持たない人にまで車を買わせるなどし、自動車がまだ高嶺の花だった当時に、月22台も売ったこともあった。持ち前の話術でトップセールスマンとなり、大卒の初任給1万円の時代に月給12万円を稼いでいた。そういった顧客とのセールストークや会社内での上司との丁々発止のやりとりにより、小松は周囲から人気を獲得。周囲から押し上げられる形で、小松はコメディアンを志す。その一方、知人の中には「セールスマンで稼いでるのに今更カバン持ちになるの？」と言う者も少なくなかったが、芸能界への夢を諦め切れなかった。
セールスマン時代の体験は、後に数々のギャグの礎となった。なお、植木の付き人兼運転手時代の月給は7,000円だった 上、1週間の睡眠時間の合計が10時間しかないほど多忙なこともあったものの「全然つらくなかった」「尊敬する一流の師のそばにいて、お世話ができる。それだけで幸せでした」という。
植木からは付き人として入門する際に「お父さんを早くに亡くされたそうだが、これからは僕を父と思えばいい」と声を掛けられたという。また「おい、オレのことを何と呼ぶ？」「いいか、『先生』なんて呼んだら張っ倒すからな」とも言われ、小松が前の一言も考慮して「オヤジさん」という呼び方を提案したところ「それはいいな」と目を細めたとも語っている。
運転手として東京オリンピックの開会式に招かれた植木を国立競技場に送った際には、植木の配慮で急遽小松の席も用意され、「錚々たる名士が居並ぶ中」開会式を見ることができた。その後34歳で結婚した時は、植木が仲人を務めた。

### 芸能界デビュー
小松のコメディアンとしてのデビューは、付き人時に出演した『シャボン玉ホリデー』（日本テレビ）であった。この番組に出演したきっかけは、同番組に出演していた植木に同行した際、休憩中にメンバー及びスタッフと談笑していた際にふとしたことからセールスマン時代のエピソードを披露したことによる。その時に当時の課長（50歳ぐらいで、威張りくさって小松に活を入れるが逆にその様子を見ていた34歳の部長に一喝され、途端にシュンとしてしまう）の真似をして「見ろ！お前のせいで怒られちゃったじゃないか。もう、知らない、知らない、知らなぁーい、もー!」とオカマっぽく体をクネクネさせながら言った芝居がプロデューサーの目に留まり、翌日の収録時には台本に小松の出番が設けられていたという。
また、付き人だった当時は『シャボン玉ホリデー』に松崎真がレギュラーで出演しており、植木が「松崎ー!」と呼ぶと、本名が松崎の小松も一緒に返事をしてしまうケースが多々あったことから「小さいほうの松崎」という意味で「小松」と呼ばれるようになり、やがてメンバーやスタッフの間で定着した。そのうちに前座や端役などで出演が増えて視聴者にも顔を覚えられるようになり植木より正式に「小松政夫」（当初は「雅夫」）と芸名を命名されることになった。なお、この芸名を考えたのは姓名判断に凝っていたという植木の祖母であり、小松という苗字に合うということで下の名前を決めたという。ただ、小松は当初「コメディアンなのに、こんな二枚目みたいな名前でいいのか」と一瞬当惑したという。
なお、芸名の候補としては植木と同じクレージーキャッツのメンバーだった犬塚弘が考えた「どん・たくお」（博多どんたくから）や、自身がコントで演じた外国帰りの怪しげな美容師の役名だった「ジェームス本堂」などがあり、小松もそれなりに気に入っていたが、植木に相談した際「将来大河ドラマの主役を張るようになるかもしれないのに、そんな名前じゃ苦労するだろう!」と却下になったという。
クレージーキャッツのリーダー・ハナ肇からもたいへん可愛がられ、1967年にクレージーが梅田コマ劇場（大阪市北区）での公演に出演した際、途中15分の休憩を嫌ったハナから「5分つないでくれ」と命じられたことがあった。しかし2日目までの出し物がまったく客に受けず、背水の陣で挑んだ3日目に生まれたのが、終生小松の十八番となった淀川長治の物真似である。この時はハナや植木のみならず苦労を知っていた舞台裏のスタッフも一緒になって喜び、翌日以降にメガネ（ひもを引くとピクピク動く眉毛が付いている）やテレビフレームなど芸を盛り上げる小道具・大道具をわざわざ作って用意してくれたといい、それらを活用することでさらに客からのウケが良くなったと述懐している。
付き人兼運転手を約4年間 務め上げた。独り立ちの際に植木からかけられた言葉は、「お前、明日からもう俺のところには来なくていいからな」というあまりに突然なものだった。この言葉に小松は驚くとともにクビなのかと一瞬当惑したが、続けて植木は「実はな、社長（渡辺晋）と話してお前を正式にタレントとして一本立ちさせてやりたいってお願いしたんだ」、「そうしたら社長も大賛成でな、お前のマネージャーも給料も、全部決めてきたから」とその真意を語った。「そろそろデビューする頃か」などの前フリも無く、何年ぐらいで独り立ちできるかも知らず、覚悟すら出来ていなかった時期での発言であった。植木から言葉をかけられ、運転中に涙がボロボロとこぼれて運転ができなくなってしまい、一度路肩に車を停めて大泣きしながらそれを植木に謝る有様だったが、植木は「うん、べつに急いでないけど、そろそろ行こうか」と優しく宥めたという。この時のことを、小松は「目にワイパーが欲しいぐらいだった」と後に述懐している。
その後は学校の担任やキャバレーでのホステスの会話など、これまで接してきた人たちからヒントを得たギャグや、レギュラー番組のコーナーからヒットした「電線音頭」（1976年発売）、「しらけ鳥音頭」（1978年発売、30万枚超え、または60万枚 を売り上げた）、「タコフン音頭」（1980年発売）、淀川長治の物真似などで一躍人気コメディアンとなる。植木も認める観察眼の持ち主だったといい、それが数多くのギャグや物真似芸を生み出した原動力であったと評される。
正式なコンビというわけではなかったが、伊東四朗との息の合ったコンビ芸は、1970年代を代表するギャグの一つとして今もなお語り継がれている。1975年の『笑って!笑って!!60分』、1976年の『みごろ!食べごろ!笑いごろ!』の両バラエティ番組では、「小松の親分さん」、「悪ガキ一家の鬼かあちゃん」など数々の名コントを演じた（先のデンセンマンによる「電線音頭」や「ずんずんずんずん〜小松の親分さん♪」、「ニンドスハッカッカ マー、ヒジリキホッキョッキョ」など）。また前述の身近な人にヒントを得たギャグの誕生には伊東も大きく貢献しており、楽屋で伊東は「てんぷくトリオ時代の地方回りでこんな面白い人がいたよ」と話した。すると小松は「面白いですね。それいただきます！」と言って、その人の会話などをヒントにギャグのフレーズを作り出した。ちなみに『みごろ!たべごろ!笑いごろ!』では「しらけ鳥音頭」が一世を風靡したが、放送中これを真似した子供たちがこたつの上で踊りだして、親に叱られるという事態が全国で頻発したという。
一方で、東八郎とも植木のもとから独立して以降共演の機会がある毎に交遊を深め、後年東が東八郎劇団を立ち上げた際には、「お前を副座長として迎えたい」と直々に口説き落とされ、東が逝去する当年まで本多劇場（東京都世田谷区）や新宿コマ劇場（東京都新宿区）での公演にて、息の合った共演をみせ人気を博した。小松は東のことを「植木等が小松政夫の生みの親なら、育ての親は東八郎」と述懐している。

#### 「お呼びでない」誕生秘話と、植木との師弟関係
植木は、自身の代表的なギャグ「お呼びでない」について、多くのインタビューでは次のような趣旨の発言をしていた。
小松が植木の付き人時代、『シャボン玉ホリデー』（日本テレビ）でのショートコントの最中に勘違いをして、出番前ではないのに「出番です」と植木に言ってしまい、植木がつい舞台に出てしまった。当然、周囲は植木の場違いな登場に唖然としたが、その瞬間に植木は機転を利かせて「お呼びでない……? ……こりゃまた失礼致しました!」とアドリブを放った。傍で見ていたプロデューサーはこのアドリブに大笑いし、以後、「お呼びでない」は毎回のように使われるギャグとなった。
青島幸男も引用していたこのエピソードについて小松自身は、「自分は（付き人になる以前の）サラリーマン時代にあのギャグで大笑いしていた」「あの聡明な植木等が、いくら私に言われたからといって、自分の出番を間違えるはずがありません」と語るなどして否定している。植木の「お別れの会」での弔辞でも、以下のように発言をしている。
「『お呼びでない』は小松がきっかけだとオヤジさん（植木）はおっしゃっていたようですが、私はオヤジさんの出番を間違えるようなことはしていないと思うのです」

その上でこの様に締めくくっている。
「事実でなくても、自分のため（小松を売り出すため）に作ってくれたエピソードであり、本当に感謝している」
植木の死後、TBSテレビで放送された追悼特番で小松は、付き人時代から小松単独での番組出演オファーがあった時期のことを「自分は当時まだ勉強中の身でありながら、番組に出るなんてとんでもないと思っていたんです。しかしそれを植木さんに相談したら、すごく喜んで頂いて『結構なことじゃないか。行って来い。行って勉強してきなさい』と、笑顔で背中を押してもらいました。一人で番組に出ることを咎められたことはありませんでした。あの優しさは今も忘れられませんね」と懐古している。
ほかにも小松は、
- 植木と一緒に蕎麦屋に食事に入った際、付き人の小松は植木への謙遜と、時間がかからないものとしてかけ蕎麦を注文する傍ら、植木は天丼とカツ丼を注文したが、いざ運ばれてくると植木は天丼を半分ほど食べたところで「あぁ、そういや俺、医者から脂っこいもの止められてたんだった。悪いけど、これお前が食べてくれ」とカツ丼をスッと小松の前に差し出した[26]。
- 実際の芝居の際にも本番後に植木から「どうだった?」と尋ねられ、「植木の演技は良かったが周囲のリアクションが弱かった」という旨を素直に伝えると、植木は監督のもとに出向いて撮り直しを申し出た[27]。
- 持ちネタが受けずに焦った小松が慌てた末に大失敗をしでかし、収録に遅れを生じさせる失敗をした際、植木が「うちの松崎（小松の本名）が大変なご迷惑をお掛けしてすみませんでした」と自ら進んでスタッフに謝ってくれた[28]。
- 独立後、植木と同席した仕事でお得意の「淀川長治の物真似」を披露した際に「私、いっつもこればっかりですねえ」と自虐的に言ったところ、出番が終わった途端に植木から舞台袖に呼ばれ「これは君が苦労して作り上げた芸だろう!それを『こればっかり』なんて言うことはない。自信を持ってやりなさい」と説教された。
- 小松が渡辺プロから独立する際、植木は渡辺プロ関係者に「もし（小松を）邪魔したり嫌がらせしたりするようなことがあれば、俺が黙っちゃいないぞ」と釘を刺し、小松には「何かあったら、いつでも俺のところに相談に来いよ」とその背中を押して快く送り出した。
- 小松の人気が爆発していた当時、一方で人気に陰りがみえて仕事が激減した植木を心配して自宅を訪ねたところ、逆に「最近はヒマでテレビばかり見てるんだ。お前の活躍を見てパワーをもらっているんだ。オレももう一花咲かせないといけないな[注 6]」と優しい一言を掛けられ、小松はトイレに駆け込んでひとり泣いた。

など、芸には厳しいがその一方では立場に関係なく真摯に向き合い、なおかつ面倒見が良くて優しく温かい植木の人柄ぶりをインタビューや著書で語っている。
なお、植木の死去に際して、小松は公演のため東京都にはおらず臨終には間に合わず、公演出発直前に植木の自宅にあいさつに出向き、植木本人と会ったのが最後となった。それでも、入院後の容態については植木の妻から逐一電話連絡を受けており、公演終了直後に急いで東京都の植木のもとに駆け付け、納棺に際して遺体の衣服を着替えさせるという弟子としての最後の仕事を務め上げた。

### その後
その後も小松はバラエティ番組やテレビドラマ、舞台など多方面で活躍した。1970年代後半から1990年代にかけては、『パナソニック ドラマシアター』（旧『ナショナル劇場』）や『月曜ドラマランド』の常連キャストでもあった。時代劇では悪党の子分役などが多かったが、後に善人役を多く演じるようになった。伊東は小松のことを「こんなに引き出しのある人はいないんだから」と評し、引き続き数多くのギャグの引き出しを保った。
地元の博多祇園山笠には出身の岡流に属してしばしば参加していたが、岡流が途絶えた後は知り合いの多い中洲流に参加した。
1995年の朝ドラ『走らんか！』では、頑固なラーメン屋の主人を演じ、大量の塩を舐めて味覚障害を治そうとする演技が話題となった。
2011年6月20日には、日本喜劇人協会の第10代会長に選出された。
2006年から2007年にかけて自伝的小説『のぼせもんやけん』を上梓、2017年には同作を原案として『植木等とのぼせもん』と題しテレビドラマ化され、語り手として参加している。
2018年7月2日から10月6日まで中日新聞・東京新聞 夕刊 『この道』に連載されたコラムをもとに、2019年3月さくら舎から『ひょうげもん ―コメディアン奮戦!』が刊行された。
2019年4月5日に封切られた映画『麻雀放浪記2020』（東映）では伝説の雀士・出目徳を演じたほか、スペシャル予告映像では淀川長治に扮し、往年の日曜洋画劇場解説モノマネを披露した。
同年10月31日からは自身の芸能人生の集大成として舞台「『うつつ』小松政夫の大生前葬」を中目黒キンケロ・シアターで上演。大生前葬というタイトルになぞらえ、制作発表会見では小松を除く6名の役者は喪服姿で登場した。だが、この公演後に受診した定期健診で肝細胞がんが発覚、その後は入退院を繰り返し、抗がん剤治療を受けながらも仕事を続けた。
2020年8月18日、6月に起こした人生初の物損事故を理由に運転免許を自主返納した。
2020年11月14日、容態悪化のため再入院。同年12月7日6時51分、肝細胞がんのため東京都三鷹市の病院で死去した。78歳没。法名は「釋芸歓」。伊東によると、小松とは亡くなる数か月前にも何度もあっていたが、全く病気の事も聞かされておらず、いつもの飄々とした様子で変わらなかった為に突然の訃報だったという。
2021年、しらけ鳥のパペットを含む小松の遺品が、遺族や関係者により福岡市博物館に寄贈された。

## エピソード

### 仕事に対する考え方
人間観察に優れ、植木等の付き人時代に彼の演技やコメディの動きなどを身近で学び、独立後はユニークなギャグで時代の寵児となった。その後も周りで見聞きした人の面白い会話や個性的な仕草の特徴を掴み、それを誇張してギャグに活かした。伊東四朗は後年、小松について「プライベートでも常に笑いのアンテナを張っていて、よく『満足なんかしたら終わりだ』と言っていた」と回想している。また伊東は、「彼は練り上げた『しらけ鳥』などのギャグを私の前で歌ってみせ、ウケるかどうかを判断してからテレビで披露していた」とのこと。
ドラマ『前略おふくろ様』で共演経験のある女優・丘みつ子は、小松について以下のように語っている。「本番前に共演者たちと世間話をしていると、小松さんは輪の中に入るけど決して自分から発言することはありませんでした。いつも聞き役に徹して、人々の会話のやり取りからネタや演技のヒントを探していました」。
一部マスコミからはドラマやコントで演じる小松のキャラクターについて、「ひょうきんだが哀愁が漂い、どこか憎めない所がある」と評される。本人は、インタビュー本『小松政夫 遺言』の中で以下のように語っている。「笑いの裏にある人間の哀しみを表現することこそ大事と気がついたのです。哀愁こそ人間が背負う人生そのものと思ったのです」。

#### その他
若い頃は喫煙者だったが、植木等の付き人時代に「明日からタバコをやめろ」と言われ、以後吸わなくなった。
喜劇人のジェリー・ルイスや俳優のジャック・レモンに憧れていた。
お笑いタレントのタモリとは彼の無名時代に新宿のバーで出会い、「福岡出身」、「面白いことが好き」、「(この時までに)様々な職業を経験した」という共通点から意気投合し、以降長年にわたり親交があった。その後1982年にスタートしたフジテレビのバラエティ番組『森田一義アワー 笑っていいとも!』において、プロデューサーの横澤彪から「タモリと二人で司会を」というオファーがあった。しかし、当時ゴルフに熱中していた小松は、「（平日毎日の生放送に出演していたら）ゴルフに行けなくなっちゃう」として断ったということがあった。
伊東四朗とバラエティ番組で共演していた頃、小松はネタ作りに真面目に取り組む一方、時々ダブルブッキングをして生放送に現れず、急遽他のタレントを呼ぶなど周りを困らせたことがあった。
結婚後に出演番組のスタッフなどを30人ほど毎日家に連れて帰って妻に面倒をかけることもあった。

## 主なギャグ
小松は、これらの言葉を「ギャグ」とは言わず「はやり言葉」と呼んでいる。小松によれば、ギャグというのは「自分で考えて歳月を重ね練り上げてきたもの」とのことであり、小松の場合は周囲にその「はやり言葉」のモデルとなった人物がおり、あくまで拝借したに過ぎないからといい「世に出しては次々打ち捨ててきた」「長い芸能生活の中でたった数年しか使っていないのに、それを今でも皆さんに覚えて頂いていることが有難い」と語っている。またここに挙げたのはあくまで著名な一例で、実際世に送り出したギャグは80本以上ともいわれている。
- 「知らない! 知らない! 知らない! もー」（セールスマン時代の厳つい上司の会話より。小松のギャグ第1号）
- 「ハイ、またまたまたお会いしました」「まあ、怖いですね、怖いですね」（淀川長治のものまね）
- 「どうして! どうしてなの! おせーて!」（焼き鳥屋のカウンターで別れ話をするカップルの会話より[注 9]）
- 「もーイヤ、もーイヤこんな生活!」（ホステスの会話より）
- 「どーかひとつ」（女性専門に自動車を売り上げていた同僚のセールストークより。対面する相手の両肩に手を置き、膝を曲げて軽く押さえる）[9]
- 「ながーい目で見てください」（オカマの独り言より。両目尻を手で横に引っ張り長く延ばしながら）
- 「ニンドスハッカッカ、マー! ヒジリキホッキョッキョ! トーベトベトベガッチャマン〜[注 10]、ガ〜ッチャマンニマケルナ、マケルナガッチャマン、ソレ〜!」（最初の2フレーズは小学校時代の担任の女の先生が小松を励ました時に使った。一種のおまじないより）[45]
- 「表彰状、あんたはエライ! 以下同文…」（「あんたはエライ!」は、旧日本兵の小野田寛郎が戦後29年ぶりにフィリピンのルバング島から帰国した際に、空港で小野田の母親がかけた言葉がヒントになったといわれる）
- 「悪りーね、悪りーね、ワリーネ・デイートリヒ」
- 「よーやる、よーやる、よーやるゼリー」
- 「まー随分ね! 随分随分随分ね!」
- 「上手だね、上手だね、西方じょうずだね。東方xxxxだね。福岡県（北海道の場合もあり）出身、鼻くそ部屋」（xxxxはシーンによって異なる）
- 「暗いね、暗いね、アイネ・クライネ・ナハトムジーク!」（モーツァルトの曲より）
- 「そーでしょ? そーでしょ? そりゃそうだモン」
- 「フワア～!」（相手から言葉で追及されたり、責め立てられたりして、返答に窮した時に）

## 出演

### テレビドラマ
- 青空にとび出せ! 第5話「恋は青空」（1969年、TBS / 国際放映）
- だいこんの花（1970年、NET）
- ゴールドアイ 第4話「逃亡者の子守唄」（1970年、日本テレビ）
- 坊っちゃん（1970年、日本テレビ）
- おきあがりこぼし（1970年 - 1971年、日本テレビ）
- 花は花よめ（1971年、日本テレビ）
- なんたって18歳! 第20話「昨日の敵は今日の友」（1971年、TBS / 大映テレビ）
- 知らない同志（1972年、TBS）
- だから大好き!（1972年、日本テレビ）
- 若さま侍捕物手帖 第10話「ダイヤモンドは生命奪り」（1973年、関西テレビ） - お神楽の安
- 風の中のあいつ（1973年、TBS） - 国分の三蔵
- へんしん!ポンポコ玉 第11話「シビレタ!しびれたナノダ!」（1973年、TBS / 国際放映） - ゲスト解説者
- 唖侍鬼一法眼 第14話（1974年、日本テレビ / 勝プロダクション）
- くるくるくるり（1973年 - 1974年、日本テレビ）
- 幡随院長兵衛お待ちなせえ（1974年、毎日放送 / 東宝） - 留吉
- 傷だらけの天使 第10話「金庫破りに赤いバラを」（1974年、日本テレビ / 東宝）
- 夜明けの刑事（TBS / 大映テレビ）
  - 第15話「ウソの結婚・刑事はつらいよ」（1975年）
  - 第90話「スッポン刑事の大勝負」（1976年） - 小西
- 必殺シリーズ（朝日放送（ABC）/ 松竹）
  - 必殺仕置屋稼業（1975年） - 亀吉 役
  - 新・必殺仕置人 第15話「密告無用」（1977年） - 亀吉 役
- 敬礼!さわやかさん（1975年、NET） - 佐山刑事 役
- 前略おふくろ様（1975年 - 1976年、日本テレビ） - 政吉 役
- ザ・カゲスター（1976年、NET / 東映） - 神成部長 役
- 水戸黄門（TBS / C.A.L）
  - 第6部 第14話「弥七二人旅 -津山-」（1975年6月30日） - 庄之助 役
  - 第13部 第15話「三葉葵を盗んだ男 -津山-」（1983年1月24日） - 隼の五六吉 役
  - 第15部 第27話「代官にされたドジな掏摸 -岡部-」（1985年9月30日） - 矢島小太夫 役/百助 役
  - 第16部 第23話「涙で誓った盗っ人仁義 -長岡-」（1986年9月29日） - 政吉 役
  - 第20部
    - 第29話「瞼の人はドジな泥棒 -鳥取-」（1991年5月27日） - ミゾレの政吉 役
    - 第47話「嘘を承知の偽黄門 -日光-」（1991年9月30日） - 半助 役

  - 第21部 第1話「悪鬼が巣喰う岡崎城 -水戸・岡崎-」（1992年4月6日） - 六兵衛 役
  - 第27部 第21話「大金持ちの物拾い -与板-」（1999年8月9日） - 大坂屋善次郎 役
  - 第28部 第32話「リストラを吹っ飛ばせ! -防府-」（2000年11月6日） - 淡野勘兵衛 役
  - 第31部 第15話「俺たち日本一の用心棒 -龍野-」（2003年2月3日） - 花村半之丞 役
  - 1000回記念SP（2003年12月15日） - 道右衛門 役
  - 第42部 第6話「助さんに見た父の面影 -富山-」（2010年11月15日） - 嘉吉 役
- 海は甦える（1977年、TBS）
- せい子宙太郎（1977年、TBS）
- 江戸の渦潮（1978年、フジテレビ/東宝） - 梅助 役
- 熱中時代 第1話（1978年、日本テレビ）
- ゆうひが丘の総理大臣（1978年 - 1979年、日本テレビ/東宝） - 伊井加先生 役
- 熱中時代刑事編 第25話「熱中刑事ワナにかかる」（1979年、日本テレビ） - 小山内専一 役
- 桃太郎侍（日本テレビ / 東映）
  - 第144話「幇間涙あり!」（1979年） - 三八（仙太） 役
- 連続テレビ小説（NHK総合）
  - マー姉ちゃん（1979年） - 山田
  - 本日も晴天なり（1981年） - 善吉 役
  - 走らんか!（1995年） - 白水勝利 役
  - 瞳（2008年） - 境野敏明 役
  - つばさ（2009年） - 玉木梅吉 役
- 西遊記II 第11話（1980年、日本テレビ/国際放映） - 記憶屋
- 雪姫隠密道中記 （1980年、毎日放送） - 韋駄天の六助 役
- 影の軍団II 第3話（1981年、関西テレビ） - 溝口真葉 役
- 時代劇スペシャル「江戸っ子祭」（1981年、フジテレビ）
- 北の国から(フジテレビ) - 川島竹次 役
  - 北の国から、連続シリーズ（1981年、第6話・第11話）
  - 北の国から、92巣立ち(1992年)
- だんなさまは18歳（1982年 - 1983年、TBS） - 番組の案内
- AカップCカップ（1983年、東京12チャンネル）
- 天まであがれ! 2 第6話（1983年9月10日、日本テレビ） - 学年主任教諭
- 事件記者チャボ! 第8話（1983年12月24日、日本テレビ）
- 月曜ドラマランド（フジテレビ）
  - 長谷川町子の意地悪クッキー（1983年）
  - あんみつ姫シリーズ（1983年）
  - ぐうたらママシリーズ（1983年 - 1984年）
  - どきどき婦警さんシリーズ（1983年 - 1984年）
  - 乙女学園男子部（1983年）
  - とことんトシコシリーズ（1983年 - 1984年）
  - のんき君シリーズ（1983年 - 1984年）
  - 野球狂の詩（1985年）
  - いたずらスチュワーデス!（1985年）
- 大奥 第42話「少女達の不良白書」（1984年、関西テレビ） - 又平
- 人妻捜査官 第7話「疑惑!?狙われた女教師の沈黙」（1984年7月6日、朝日放送）
- 江戸を斬る（TBS） - 色川伝兵衛
  - 江戸を斬るVII（1987年）
  - 江戸を斬るVIII（1994年）
- 中部日本放送創立35周年記念番組 元禄サラリーマン考〜朝日文左衛門の日記（1986年3月9日、CBC） - 加藤平左衛門
- ドラマ人間模様 友だち（1987年、NHK） - 政吉
- オヨビでない奴!（1987年 - 1988年、TBS） - 村西先生
- 親子ウォーズ（1988年、TBS） - 有川巡査
- 翔んでる!平賀源内（1989年、TBS） - 赤垣平助
- NHK子どもパビリオン ひかるサケ（1990年、NHK総合）
- 大江戸捜査網（1990年、テレビ東京） - 六助
- 艶姿! 初春 照姫七変化（1991年1月9日、フジテレビ / 東映）
- 月曜ドラマスペシャル（TBS）
  - 松本清張作家活動40年記念・黒い画集 坂道の家（1991年8月26日） - 古賀克彦
- 大岡越前 第12部 - 第15部（1991年 - 1999年） - 赤垣伝兵衛
- 社長になった若大将（1992年、TBS） - 保良大三郎
- ダブル・キッチン（1993年5月14日、TBS）
- 真実一路（1993年、テレビ東京）
- 土曜ワイド劇場（テレビ朝日）
  - なんでも屋探偵帳5「隅田川に浮かんだ恩師の死体!」（1996年2月26日） - 山下勇作
  - 渡り番頭・鏡善太郎の推理1（2000年2月12日） - 山本鉄生
  - 混浴露天風呂連続殺人23（2003年12月20日） - 坂本良男
- Age,35 恋しくて（1996年、フジテレビ）
- ドラマ新銀河（NHK総合）
  - 愛情旅行（1997年）- 中嶋玄二郞
- 総理と呼ばないで（1997年、フジテレビ）
- 新春時代劇特別企画 赤西蛎太 伊達騒動醜男と美女の純愛（1999年1月2日、テレビ東京） - 按摩安甲
- お水の花道（1999年、フジテレビ）
- 火曜サスペンス劇場（日本テレビ）
  - 刑事・鬼貫八郎9「沈黙の函」（1999年） - 茨木辰二
  - 検事・霞夕子15「知らなかった」（2000年） - 穂刈守
- 京極夏彦「怪」第1話「七人みさき」（2000年1月3日、WOWOW） - 樫村兵衛
- ナニワ金融道パート5（2000年9月25日、フジテレビ） - アカ信ファイナンス次長
- はるちゃん5 第10話（2001年、フジテレビ）
- 伝説のマダム（2003年、読売テレビ）
- LOVE ASIA 花びらの舞う海へ（2004年2月28日、フジテレビ）
- イッセー尾形の「たった二人の人生ドラマ」 Episode2「転勤ですか?」（2006年8月13日、NHK総合 / NHK福岡放送局）
- ハケンの品格（2007年、日本テレビ） - 小笠原繁
- 陽炎の辻〜居眠り磐音 江戸双紙〜（2007年、2008年、2009年、NHK総合） - 金兵衛
- 特命係長 只野仁 スペシャル '08 大手銀行派遣女子行員が仕掛けた罠（2008年2月2日、テレビ朝日） - 八代勲
- 長生き競争!（2009年、東海テレビ）
- 働くゴン!（2009年、日本テレビ） - コック
- 陽炎の辻スペシャル〜居眠り磐音 江戸双紙〜（2009年1月3日、2010年1月1日、2017年1月2日、NHK総合） - 金兵衛
- 名古屋やっとかめ探偵団（2010年6月20日、東海テレビ） - 吉川常
- 夏の恋は虹色に輝く 第1話（2010年7月19日、フジテレビ）
- 相棒 season9 第14話（2011年2月2日、テレビ朝日） - 古谷勲
- 牙狼＜GARO＞〜MAKAISENKI〜 第6話（2011年11月10日、テレビ東京） - 庄内治
- 俺たち絶体絶命!（2013年7月21日、BS-TBS） - 誠治
- 孤独のグルメ Season4 特別編 （2014年8月9日、テレビ東京） - うどん屋店主 役
- やすらぎの郷 第1話、2話、126話  (2017年4月3日、4日、9月26日)   - 侘助
- 植木等とのぼせもん（2017年9月2日 -  2017年10月21日、NHK総合） - ナレーション
- 月曜名作劇場 「税務調査官・窓際太郎の事件簿33」（2018年3月5日、TBS） - 田丸善次郎
- 特捜9（2018年5月2日、テレビ朝日） - 三好泰三
- 限界団地 （2018年6月2日、東海テレビ / ケイファクトリー） - 与田庄一
- 刑事7人（2018年8月8日、テレビ朝日） - 田畑亮介
- すぐ死ぬんだから（2020年8月23日 - 2020年9月20日、NHK BSプレミアム） - ロク ※遺作

### 映画
- 大冒険（1965年、東宝）-植木等のバイクスタント※クレジットなし
- 喜劇 大風呂敷（1967年、日活） - 関口社長
- 喜劇 競馬必勝法（1967年、東映） - 中村 ※小松正夫 名義
- クレージーの怪盗ジバコ（1967年、東宝・渡辺プロ） - ゴーゴークラブの司会者
- 喜劇初詣列車（1968年、東映） - 坂本研吉
- ザ・タイガース 世界はボクらを待っている（1968年、東宝・渡辺プロ） - 田村
- ドリフターズですよ!冒険冒険また冒険（1968年、東宝） - 学生A
- 日本一の裏切り男（1968年、東宝） - 聖火ランナー
- ザ・タイガース 華やかなる招待（1968年、東宝・渡辺プロ） - 田村
- クレージーのぶちゃむくれ大発見（1969年、東宝・渡辺プロ） - 俳優
- ドリフターズですよ!全員突撃（1969年、東宝） - 川男
- ザ・タイガース ハーイ!ロンドン（1969年、東宝・渡辺プロ） - 山崎
- 不良番長 送り狼（1969年、東映）- ジャブ
- クレージーの殴り込み清水港（1970年、東宝・渡辺プロ） - 牢番
- あしたのジョー（1970年、日活） - 青山
- 盛り場流し唄 新宿の女（1970年、日活）
- 現代女胴師（1970年、東映）
- 新宿の与太者（1970年、東映）
- 喜劇 右むけェ左!（1970年、東宝）
- ハレンチ学園（1970年、日活）- 白バイ警官
- 喜劇 昨日の敵は今日も敵（1971年、東宝）
- セックス喜劇 鼻血ブー（1971年、東映）
- 起きて転んでまた起きて（1971年、東宝）
- 喜劇セックス攻防戦（1972年、東映）
- 喜劇 泥棒大家族 天下を盗る（1972年、東宝）
- 怪獣大奮戦 ダイゴロウ対ゴリアス（1972年、円谷プロ / 東宝） - 好子の見合いの相手
- 愛ってなんだろ（1973年）
- スプーン一杯の幸せ（1975年、松竹） - ゴルフ場の指導員
- ピンク・レディーの活動大写真（1978年、東宝） - バス停の非常識な男
- 神様のくれた赤ん坊 （1979年、松竹） - 果物屋
- '80アニメーション ザ・ベストテン（1980年、東映） - おばちゃま（映画評論家？）
- ブルージーンズ メモリー（1981年、東宝）
- 裸の大将放浪記〜山下清物語〜（1981年、松竹）
- 駅 STATION（1981年、東宝）
- だいじょうぶマイ・フレンド（1983年、東宝） - 泣く男
- 居酒屋兆治（1983年、東宝） - 秋本
- すかんぴんウォーク（1984年、東宝） - 労務者
- メイン・テーマ（1984年、角川映画） - 大阪のジャズクラブの客
- ユー・ガッタ・チャンス（1985年、東宝） - 野末和吉
- 極道の妻たち（1986年、東映）
- ジゴロ・コップ 六本木・赤坂 美少年倶楽部（1991年）
- 打鐘（1993年、ヒーロー） - 桜文造
- ショムニ（1998年、松竹） - 井上洸一庶務二課長
- ちんちろまい（2000年、ソニー・ピクチャーズ・エンタテインメント）
- 笑の大学（2004年、フジテレビジョン・東宝）
- 美式天然（2005年、ラヴァルスフィルム） - 弁士
- アリア（2007年、ラヴァルスフィルム） - 人形遣い・空蔵
- 20世紀少年 第2章 最後の希望（2009年、東宝） - 珍宝楼の店主・珍
- 掌の小説 第3話「日本人アンナ」（2010年、エースデュース） - 木賃宿の番頭
- TOKYOてやんでぃ〜The Story Teller's Apprentice〜（2013年、アイエス・フィールド） - 立花亭圓志
- ハーメルン（2013年、トリクスタ）
- トワイライト ささらさや（2014年、ワーナー・ブラザース映画） - 師匠
- 振り子（2015年、よしもとクリエイティブ・エージェンシー） - 時計屋
- 岸辺の旅（2015年、ショウゲート） - 島影
- オケ老人!（2016年、ファントム・フィルム） - 花田富雄
- ちょき（2016年、S・D・P）
- 世界でいちばん長い写真（2018年、ダブ (企業)[46]） - 竹中芳郎
- 体操しようよ（2018年、東急レクリエーション） - 前田繁則
- エリカ38（2019年、吉本興業） - 田中功二
- 麻雀放浪記2020（2019年、東映） - 出目徳、スペシャル予告映像では淀川長治に扮する
- モルエラニの霧の中（2021年2月6日[47]） - 野崎芳郎
- めぐみへの誓い（2021年2月19日） - 金本印刷社長[48]

### オリジナルビデオ
- 男の仕事<張り込み>（1991年）

### 舞台
- 伊東四朗&小松政夫 エニシングゴーズ（1995年、シアターサンモール）
- 追いつ!追われつ!!（2001年2月、本多劇場）
- 小松政夫×イッセー尾形のびーめん生活（2006年 - 2012年）
- 人情喜劇 母の子守歌 （2005年、吉幾三特別公演、新宿コマ劇場）
- 楽屋の王様 〜小松政夫・ギャグこそマイウエイ〜（2005年11月30日、博品館劇場）
- MSN We舞台 「夢をかなえるゾウ」（2008年12月16日 - 26日、品川ステラボール） - ガネーシャ
- 王立劇場vol.8 「王立新喜劇・続々・コーポからほり303〜谷町筋を封鎖せよ！」（2011年2月、なんばグランド花月）
- 天国のシャボン玉ホリデー（2011年6月、アクシスかつらぎ大ホール）
- 二人でひとり（2011年9月、西南コミュニティセンター） ※青島幸男の未発表戯曲を舞台化
- 前川清・秋元順子特別公演 「ザ・ナイスガイ どうしてこんなにモテるんだろう」（2011年12月、明治座）
- コロッケ錦秋喜劇公演 「わたくしです物語」（2012年10月、博多座）
- マウストラップ（2013年3月、六本木ブルーシアター） - パラビチーニ
- 日本喜劇人まつり（2013年4月、2014年2月、2014年9月、2015年3月三越劇場）
- 漂流劇 ひょっこりひょうたん島（2015年、Bunkamuraシアターコクーンほか） - トラヒゲ
- めんたいぴりり〜博多座版〜 未来永劫編（2019年3月30日 - 4月22日、博多座）
- うつつ～小松政夫の大生前葬～（2019年10月31日 - 11月4日、キンケロシアター）

### 劇場アニメ
- こちら葛飾区亀有公園前派出所 THE MOVIE（1999年、東宝） - マーチン[49]

### 吹き替え
- アルフ - ウィリー・タナー
- トッツィー - マイケル＝トッツィー：ダスティン・ホフマン ※フジテレビ『ゴールデン洋画劇場』版（デラックスエディションBlu-ray収録）
- オズの魔法使 - レイ・ボルジャー ＝ かかし ※NHK吹替版
- 男ひとたび立てば（レフ<トム・ノーラン>）
- それ行けスマート（東京12チャンネル〈現：テレビ東京〉） -マクスウェル・スマート：ドン・アダムス
- 0086笑いの番号 - マックスウェル・スマート：ドン・アダムス
- 香港発活劇エクスプレス 大福星 - チビ：エリック・ツァン
- 七福星 - チビ：エリック・ツァン[注 11]

### ラジオ
- 歌謡大行進（1970年8月 -1971年3月、文化放送） - 吾妻ひな子と共演
- 歌謡ビッグショウ（1972年4月- 、ニッポン放送）
- ラジオコメディ みんな大好き（NHKラジオ第1） - 花咲大吉
- 博多屋台 こまっちゃん（2009年4月- 、NHKラジオ第1[50]）

### バラエティ
- シャボン玉ホリデー（不定期出演、日本テレビ）
- NTV紅白歌のベストテン（日本テレビ）
- ドリフ大爆笑（1978年 - 1980年、フジテレビ） ※伊東四朗と共にコメディリリーフとして出演
- 笑って!笑って!!60分（1975年 - 1981年、TBS）
- ドカンと一発60分!（1975年 - 1976年、NET）
- みごろ!たべごろ!笑いごろ!（1976年 - 1978年、NET）
- みごろ!ゴロゴロ!大放送!!（1978年 - 1979年、NET）
- 歌謡ドッキリ大放送（1980年 - 1989年、テレビ朝日）
- 今夜は最高!（1981年 - 1989年、日本テレビ）
- 奥さまお手をどうぞ!（1990年 - 1991年、フジテレビ）
- みごろ!たべごろ!ナントカカントカ（2004年、テレビ朝日）

### ドキュメンタリー
- SLイギリスの旅（1987年、NHK総合）

### 人形劇
- 飛べ!孫悟空（1977年、TBS） - ニンニキ坊主、麺八珍
- 加トちゃんケンちゃん ファンタジーワールド（1989年、TBS） - カルダン・コマツ
- ひょっこりひょうたん島（1993年、NHKハイビジョン試験放送） - ドクター・ストップ

### CM
- 石村萬盛堂 「塩豆大福」[注 1]
- 日清食品 「めん八珍」（1978年）
- 新生住宅 「ロワールマンション」 ※福岡ローカル『RKBニュースワイド』の提供スポンサー
- フンドーキン醬油 「ゴールデン紫」「生きてるみそ」
- 山発産業 「パオン」
- 日本ビクター（現・JVCケンウッド） 「VHSムービー」（イッセー尾形と共演、1989年）
- ベネゼル
- ヤタガイクレジット
- サントリー「春一番生ビール」（1996年）
- 日本テレコム （1998年）

## CD・レコード
- デンセンマンの電線音頭/同カラオケ（1976年12月） ※伊東四朗と共演、テレビ朝日『みごろ!たべごろ!笑いごろ!』より。
- しらけ鳥音頭/哀愁の一丁がみ小唄（1977年11月） ※テレビ朝日『みごろ!たべごろ!笑いごろ!』より。
- タコフン音頭/同カラオケ（1980年11月） ※テレビ朝日『歌謡ドッキリ大放送』より。
- 電線レゲエ/デンセンマンの電線音頭（1995年10月、ファンハウス）
- 小松の親分（1995年12月、ファンハウス）
- 親父の名字で生きてます（2016年10月26日、ワーナーミュージックジャパン） ※植木等に捧げた曲[51]。
  - カップリング曲に園まりと植木等のデュエットソング「あんたなんか」を、園と小松のカバーバージョンで収録。

## 著書・連載

### 著書
- 『目立たず隠れずそおーっとやって20年』婦人生活社、1985年5月25日。ISBN 978-4574700573。
- 『おもしろい人に会ったよ』（1993年1月、コスモの本） ISBN 978-4906380411
- 『のぼせもんやけん 昭和三〇年代横浜〜セールスマン時代のこと。』（2006年6月、竹書房） ISBN 978-4812427590
- 『のぼせもんやけん2 植木等の付き人時代のこと。』（2007年12月、竹書房） ISBN 978-4812432730
- 『時代とフザケた男 エノケンからAKB48までを笑わせ続ける喜劇人』（2017年8月、扶桑社） ISBN 978-4594077679
- 『昭和と師弟愛 植木等と歩いた43年』（2017年9月、KADOKAWA） ISBN 978-4048933506
- 『ひょうげもん ―コメディアン奮戦!』（2019年3月、さくら舎） ISBN 978-4-86581-188-9
- 『みーんなほんなごと！』（2020年3月、さくら舎） ISBN 978-4-86581-239-8
- 『あんたはエライ！』（2021年6月、さくら舎） ISBN 978-4-86581-299-2

その他
- 田村隆『伊東四朗・小松政夫の笑って！笑って60分』（1977年、ベストセラーズ）
- 小菅宏『小松政夫 遺言』（2021年7月、青志社） ISBN 978-4-86590-119-1

### インタビュー連載
- 西日本新聞 『こそーっと聞いちゃり』（2000年10月 - 12月）
- 朝日新聞 夕刊 『人生の贈りもの』（2008年12月15日 - 19日）
- 中日新聞・東京新聞 夕刊 『この道』(2018年7月2日 - 10月6日)
- しんぶん赤旗

## 演じた俳優
- 志尊淳 - 『植木等とのぼせもん』（2017年、NHK総合）